# Tetsa River
Tetsa River är ett vattendrag i Kanada.   Det ligger i provinsen British Columbia, i den centrala delen av landet, 3 500 km väster om huvudstaden Ottawa.
I omgivningarna runt Tetsa River växer i huvudsak barrskog. Trakten runt Tetsa River är nära nog obefolkad, med mindre än två invånare per kvadratkilometer.